# Українська радянська енциклопедія
Українська радянська енциклопедія — найвідоміша багатотомна універсальна українська енциклопедія радянських часів. Перша республіканська енциклопедія в СРСР у двох виданнях і однойменне видавництво створене для реалізації проєкту. Ця праця стала своєрідним компромісом між владою, що хотіла зробити енциклопедію знаряддям пропаганди, і більшістю авторів та працівників, які намагалися якнайповніше висвітлити досягнення українського народу в культурі, науці, економіці. У ній вдалося опублікувати відомості про окремих діячів культури, репресованих комуністичним режимом і замовчуваних у попередніх радянських виданнях.
Масштабна академічна праця про українців, різні наукові, мистецькі, суспільні сфери України та колишнього СРСР. Велику частину енциклопедії присвячено різним аспектам радянського життя — від марксистсько-ленінського вчення, зокрема аналізові навіть окремих праць класиків марксизму-ленінізму, до здобутків соціалістичного суспільства із вміщенням розлогих біографій генеральних та перших секретарів компартій різних країн, іноді маловідомих у світі, а в Україні й поготів. Українознавчі матеріали енциклопедії також радянсько-центричні: орієнтують читача на братерську єдність українського народу з російським та іншими союзними, нівелюють українське національне підґрунтя, передусім у статтях, пов'язаних з історією народу, мови тощо.

## Передісторія

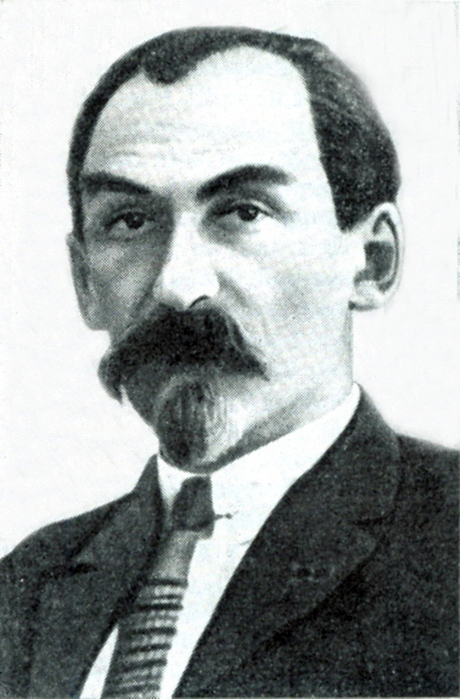
Микола Скрипник

В УСРР ідея підготовки власної національної енциклопедії виникла в середині 1920-х років після заснування 1925 року в Москві акціонерного товариства «Советская энциклопедия», завданням якого було видання багатотомної «Большой советской енциклопедии» (перший її том вийшов 1926 року). Проєкт видання «великої радянської української енциклопедії (ВРУЕ)» був анонсований у 10-ту річницю більшовицького перевороту в Петрограді на Х з'їзді КП(б)У 20—29 листопада 1927 року в Харкові в резолюції «Про завдання культурного будівництва на Україні».
Після появи першого тому «Української Загальної Енциклопедії» у Львові 1930 року Микола Скрипник розпочав активну реалізацію проєкту ВРУЕ, тому цей нереалізований проєкт відомий під назвою «скрипниківська енциклопедія».
Під його головуванням того ж року було створено Акційне товариство видавництва УРЕ (голова правління Ісай Фалькевич), серед фундаторів і акціонерів якого були РНК УСРР, Держстрах, наркомати освіти, юстиції, фінансів та ін. Редакція складалася з редколегії, головного редактора, двох його заступників (Адольф Ґеттлер та Андрій Річицький), ученого секретаря (Л. Кленович), редакційного бюро (робочого органу редколегії), планового відділу (з підвідділами словника та обліку й комплектування), контрольної редакції, бібліотеки і 13 тематичних редакційних відділів: історії і сучасної політики; національного питання; економіки; філософії і педагогіки; природознавства; точних наук; літератури; мистецтва; мовознавства; права і радянського будівництва; техніки; географії; військової справи. До редакційної колегії в різний час входили також Станіслав Косіор, Юрій Коцюбинський, Рувім Левік, Панас Любченко, Василь Порайко, Андрій Хвиля, Влас Чубар, Іван (Борис) Шведов, Олександр Шліхтер, Йона Якір та інші.
Спочатку редколегія намагалась залучати до написання статей переважно вчених-марксистів, однак їх незначне число і назагал не дуже висока кваліфікація змушували звертатися до позапартійних фахівців із ВУАН та вищих шкіл природничих і точних наук. Так авторами статей стали провідні фахівці того часу — Олександр Бадан-Яворенко і Матвій Яворський (історія), Юліан Бачинський (політика), Олександр Білецький (історія літератури), Олександр Богомолець і Овксентій Корчак-Чепурківський (медицина), Олекса Десняк і Сергій Пилипенко (літературознавство), Данило Заболотний (мікробіологія), Пилип Козицький (музикознавство), Лесь Курбас та Іван Микитенко (мистецтвознавство), Олександр Палладін (біохімія), Іван Соколянський (педагогіка), Степан Рудницький і Павло Тутковський (географія, економіка), Володимир Юринець (філософія) та інші.
Спочатку було заплановано за 12 років до 1939 року видати 50 томів накладом по 30 тис. примірників кожний. 1932 року кількість томів була зменшена до 40, а згодом і до 20 томів. Із запланованих 20 томів до друку було підготовані лише 3. Підготовка вповільнювалась через тотальний контроль із боку партійних органів. Редакторів та авторів матеріалів необґрунтовано звинувачували в націоналізмі, часто підкреслювали недостатній ідеологічний і науковий рівень їхніх матеріалів, виявляли «хибні» політичні акценти. Бадан-Яворенко, Біленький-Березинський, Ґеттлер, Орлов, Річицький і Фалькевич зазнали репресій. Надалі це стало підґрунтям нових фальшивих обвинувачень проєкту та його закриття.
Друк першого був передбачений на початок 1933 року, але московська цензура заборонила його як націоналістичний. Того ж року після постанови ЦК ВКП(б) та РНК СРСР від 14 грудня 1932 року «Про хлібозаготівлі на Україні, Північному Кавказі та в Західній області», де містилася жорстка вказівка покінчити з «петлюрівською українізацією» Скрипник вчинив самогубство, а його наступником став Володимир Затонський. Постановою політбюро ЦК КП(б)У «Про УРЕ» від 3 листопада 1934 року проєкт був «призупинений на рік», але фактично всі роботи були припинені. Обмежений наклад першого тому був вилучений і знищений, жодного його примірника досі не виявлено. Нез'ясованою також є доля словника (картотеки), матеріалів підготовлених до друку редакційних статей інших томів, архів редакційних документів і фотоілюстрацій.
Редакція видавала «Бюлетень УРЕ» (вийшло 3 числа), головним редактором був Адольф Ґеттлер.

## Перше видання

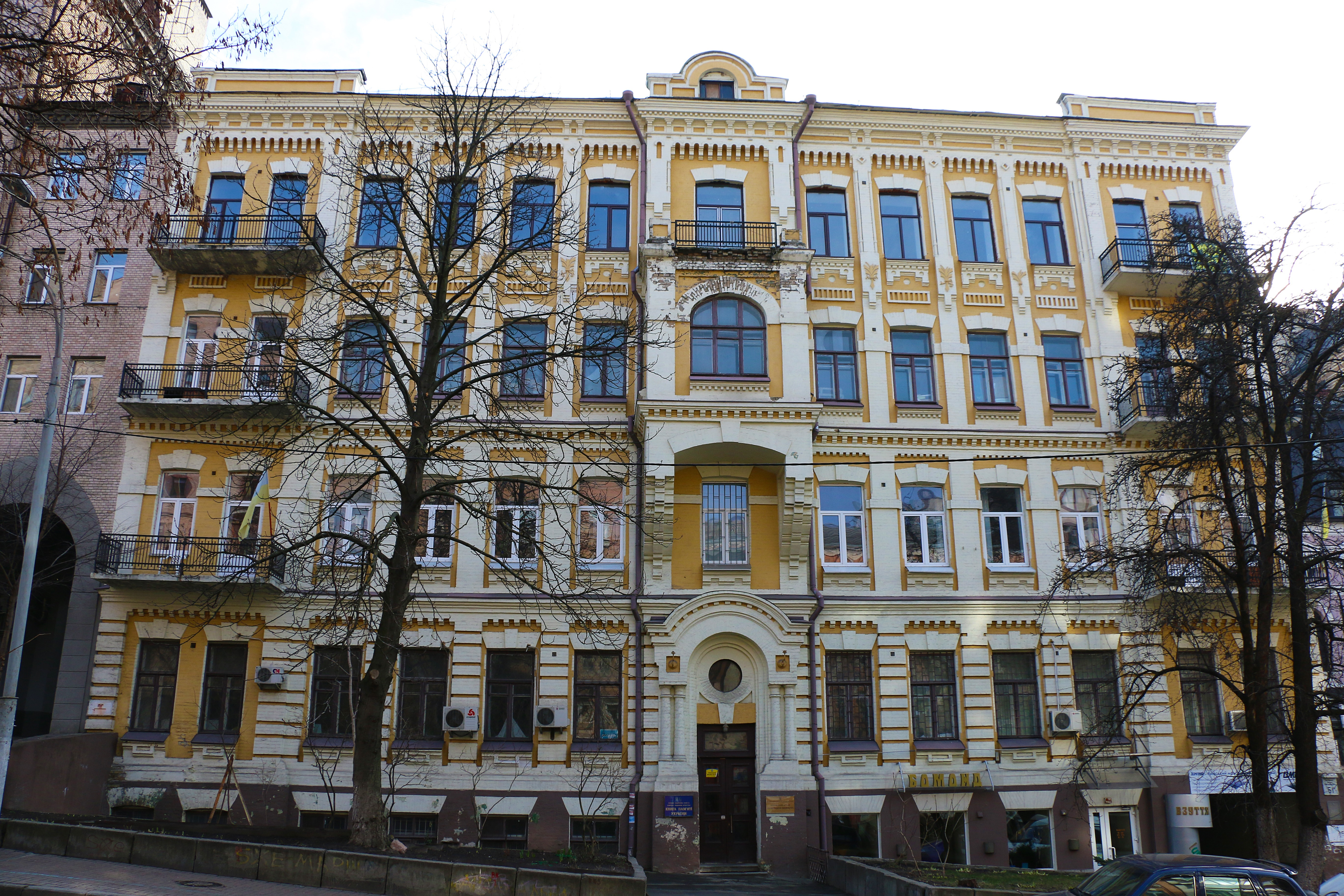
Будівля видавництва по вулиці Леніна 51 (нині Богдана Хмельницького) у Києві

Проєкт 10-томної енциклопедії знов виринув на початку 1944 року, але реально почато його здійснювати невдовзі після XX з'їзду КПРС 1956 року, відповідно до постанови ЦК КПУ і Ради міністрів УРСР від 18 грудня 1957 року. І знов у відповідь на українську енциклопедію поза УРСР — «Енциклопедію Українознавства» (у 2-х частинах та 13-ти томах), що її почало видавати Наукове товариство імені Шевченка.
Роботу було доручено АН УРСР. На чолі створеної тоді Головної редакції УРЕ (понад 50 осіб директорів та провідних вчених академічних установ) став Микола Бажан. Підготовку проводили 18 науково-галузевих редакцій: біології і медицини; всесвітньої історії; геології і географії; держави і права; економіки; історії партії і філософії; історії СРСР, УРСР, археології та етнографії; літератури, мови і фольклору; мистецтв; педагогіки і народної. освіти; сільського господарства; техніки, будівництва й архітектури; фізико-математичних і хімічних наук; словника; науково-контрольна; літературно-контрольна; бібліографії; ілюстрацій і картографії. Серед членів редколегії були відомі історики Іван Гуржій, Кость Гуслистий, Олександр Касименко, Іван Компанієць, Іван Крип'якевич, Валентин Терлецький (відповідальний секретар), Федір Шевченко.
Загалом було заплановано видати 15 томів протягом 1958—1962 років, проте видання затягнулось до 1965 року. Зміст українознавчих гасел УРЕ згідно із заявою «Передмови», що УРЕ «має показати братерську єдність українського народу з великим російським і всіма іншими народами Радянської Вітчизни» і що вона спрямована проти «насамперед українського буржуазного націоналізму». Це останнє поширюється і на постаті XVII—XVIII століття, наприклад, на Івана Виговського, Петра Дорошенка, Івана Мазепу, Пилипа Орлика. Статті без підписів авторів та середтекстові ілюстрації розміщувались у двох колонках. До низки статей додана бібліографія. За допомогою курсиву застосована система посилань до споріднених статей. Наприкінці кожного тому наводилися переліки більших статей, списки ілюстрацій на окремих аркушах і карт. В УРЕ є тенденція (хоч не послідовна) розуміти українство за територіальним принципом (хто працює в Україні, той українець), але у випадку письменності — за мовним. До 8470 статей (17 % всіх статей) подано бібліографію, що склала понад 30 тис. бібліографічних позицій (творів Карла Маркса, Фрідріха Енгельса, Володимира Леніна, постанов з'їздів, конференцій і пленумів ЦК КПРС і КПУ, наукових праць, літературних творів, періодичних видань, статей). Усі назви книг цитовані в УРЕ українською, внаслідок чого не можна дізнатися, якою мовою вони написані.
1965 року було видано останній 17-й том, він цілковито присвячений Українській РСР. 1967 і 1969 року видано його російську і англійську версії. У томі були подані окремі узагальнюючі нариси про природу, населення, історію, суспільний і державний лад УРСР, комуністичну партію України, ради депутатів трудящих, громадські організації, законодавство УРСР, народне господарство, освіту, науку, техніку, літературу і мистецтво, релігію і церкву, репрезентацію УРСР на міжнародній арені, історичний розвиток адміністративно-територіальних одиниць УРСР. До тому додані 2 хронологічні таблиці з викладом хронології історичних подій та хронології подій у розвитку освіти, науки, техніки, літератури і мистецтва (від раннього палеоліту на території України до заснування Донецького державного університету 1965 року), а також іменний покажчик до тому. Том відкривався вклейками з портретом Леніна, державним гербом та прапором УРСР. У 17 томі дуже скупо потрактовано розділ «Населення» (3 сторінки з мапою), «Мова» (6 сторінок), «Релігія і церква» (3 сторінки), тоді як компартії присвячено 25 сторінок. Немає зовсім розділів про етнографію та українців у світі, непропорційно мало місця приділено історії до Жовтневого перевороту 1917 року (50 сторінок, а радянській добі — 54), що загалом є характерним для історичних праць радянської доби. Нариси з історії України підготували Іван Шовкопляс, Володимир Мавродін, Василь Довженок, Кость Гуслистий, Володимир Голобуцький, Катерина Стецюк, Вадим Дядиченко, Іван Гуржій, Федір Лось, Павло Лавров, Олександр Кошик, Іван Компанієць, Борис Бабій, Ксенія Сафроненко, Микола Супруненко, М. Черненко, І. Коломійченко, Георгій Мултих, Юрій Бабко, Валентин Терлецький, Валентин Маланчук, Кузьма Дубина, Яків Пашко, Іван Гранчак, Василь Юрчук, Борис Ковалевський.
1968 року додатково накладом у 30 тис. примірників видано «Алфавітний предметно-іменний покажчик».
У сумі енциклопедія охопила 45 тис. гасел, тобто реєстрових слів. У кількісному співвідношенні 47,3 % статей стосувалось природознавства, техніки та господарства; 44,2 % — статті з соціально-економічних наук і питань суспільно-політичного життя; 18,4 % — про літературу і мистецтво; 8,5 % — статті про країни світу та радянські республіки, адміністративні одиниці, населені пункти; 25,1 % — біографічні статті; 35,6 % статей безпосередньо стосувались України. Загалом енциклопедія була добре проілюстрована, вона містила 16 675 ілюстрацій, з яких 6680 на 432 вклейках і 9995 середтекстових монохромних. Картографічна складова була представлена 310 кольоровими і 560 середтекстовими монохромними загальногеографічними і тематичними (історичними, економічними, етнографічними тощо) картами. Кожен том вийшов накладом у 80 тис. примірників (перші п'ять томів по 100 тис. примірників). У виданні УРЕ взяло участь понад 5000 авторів з України та інших радянських республік.

## Друге видання

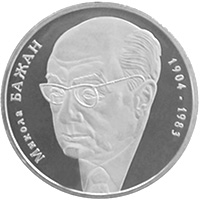
Ювілейна монета НБУ, присвячена Миколі Бажану

Відповідно до постанови ЦК КПУ 1974 року почало виходити друге видання за редакцією того ж Миколи Бажана, випуск якого було завершено 1985 року. Після смерті Миколи Бажана 1983 року обов'язки головного редактора виконував Анатолій Кудрицький. У складі редакції знову було понад 40 осіб. Видання складалося із 12 томів (11-й том мав 2 книги) і 50 тис. гасел. У 12-му томі вміщено «Додаток» з понад 500 статтями. Ілюстрації розміщені в тексті та винесені на спеціальну бокову шпальту. Авторство частини статей була підписане, але повний список авторів був відсутній. До низки гасел подана бібліографія українською й російською мовами. Нововведенням другого видання стала російськомовна версія, яка почала з'являтися від 1978 року. Україномовна версія другого видання мала менший тираж у порівнянні з першим — 50 тис. примірників. Російськомовна версія другого видання також видавалась накладом у 50 тис. примірників.
У передмові було зазначено, що це видання УРЕ показує «характерні риси… радянського народу — нової історичної спільноти людей». Поява російськомовного варіанту енциклопедії загалом пояснюється більшою цензурою, яка позначилася й на тому, що багато матеріалів, які є в першому виданні, відсутні в другому.
Підготовку другого видання проводили науково-галузеві редакції: географії, геології і геофізики; історії СРСР і всесвітньої історії (Юрій Кондуфор, Петро Тронько, Василь Юрчук); історії партії, філософії і права; літератури, мови, педагогіки, народної освіти і бібліографії; медицини та загальної біології; мистецтва і архітектури; політичної економії та конкретної економіки; сільського господарства, ботаніки і зоології; техніки і будівництва; фізико-математичних і хімічних наук; літературно-контрольна і науково-контрольна редакції; словника; ілюстрацій і картографії.
Значне коло статей було пов'язане з досягненнями науки і техніки та найважливішими напрямами науково-технічної революції. Нові статті були присвячені висвітленню останніх подій у суспільно-політичному та економічному житті УРСР та СРСР в цілому. Суспільний цикл займав більше половини обсягу всіх матеріалів і містив матеріали про «кризу капіталізму», критику буржуазних концепцій ідеологів антикомунізму, ревізіонізму та опортунізму, українського буржуазного націоналізму. Близько ⅓ від загальної кількості статей становили біографічні матеріали про вітчизняних і зарубіжних революційних, політичних і державних діячів, учених, письменників, митців, а також новаторів виробництва СРСР.
Друга книга 11-го тому «Українська Радянська Соціалістична Республіка» концептуально відповідала 17-му тому 1-го видання і складалася з окремих розділів про суспільний і державний лад УРСР; населення; природні умови і природні ресурси; історію України; комуністичну партію України; комсомол та профспілки; народне господарство; науку і наукові установи; охорону здоров'я та культуру; релігію і церкву в УРСР; адміністративно-територіальний поділ. Том супроводжувався хронологічною таблицею. Автори розділів були зазначені в тексті. Авторами історичних нарисів були Іван Артеменко, Петро Толочко, Федір Шевченко, Володимир Голобуцький, Катерина Стецюк, Олексій Путро, Валерій Смолій, Григорій Сергієнко, Микола Лещенко, Петро Шморгун, Юрій Лавров, Олексій Михайлюк, Іван Кулинич, Юрій Кондуфор, Микола Супруненко, Андрій Лихолат, Юрій Бабко, Михайло Івасюта, Всеволод Клоков, Михайло Коваль, Василь Юрчук.
1986 року як самостійне видання опублікована українською мовою друга книга 11-го тому, а через рік окремим виданням — російською мовою.

## УРЕС

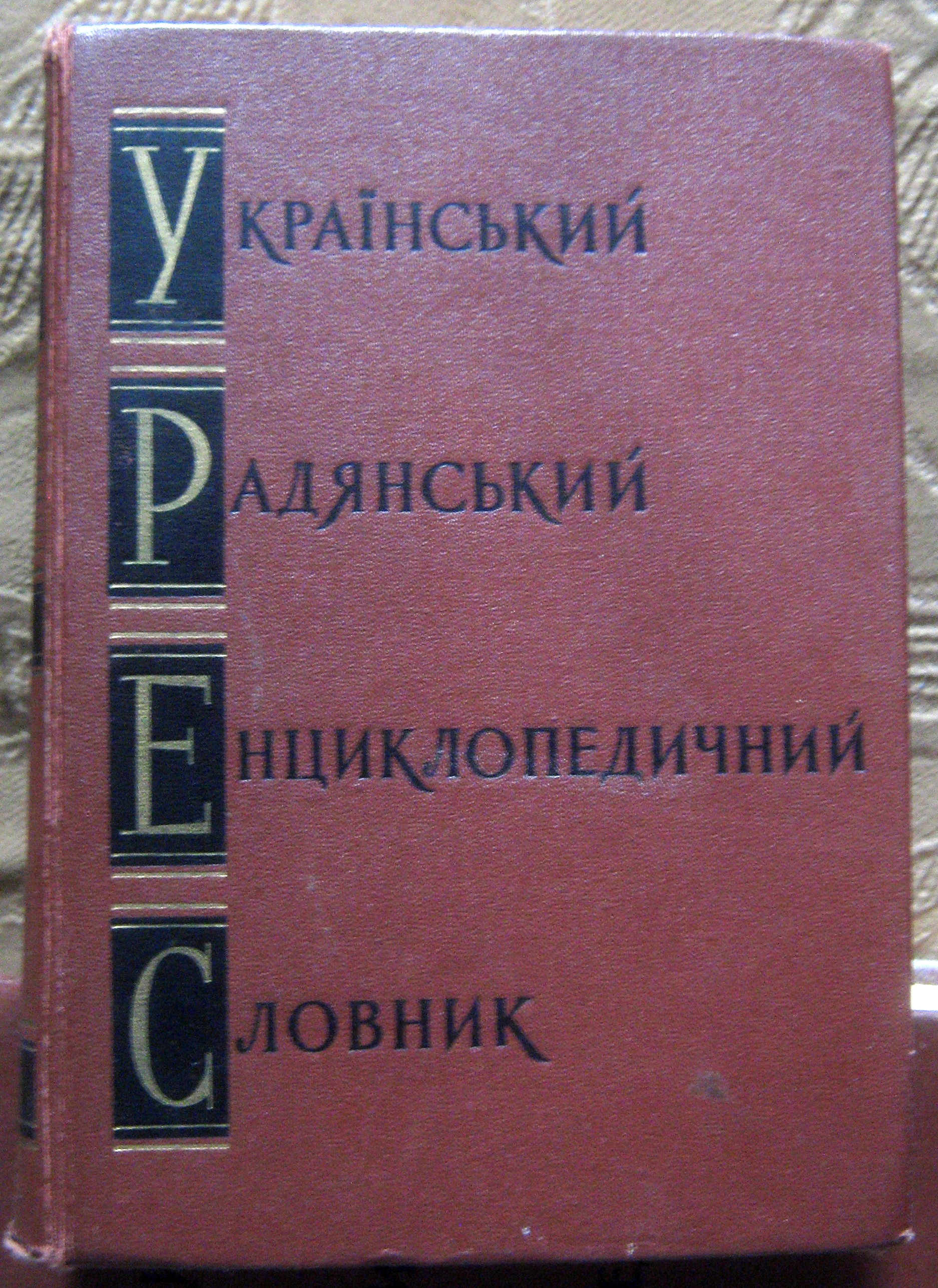
Обкладинка першого тому УРЕС першого видання

На базі енциклопедії Головною редакцією було впорядковано коротку універсальну енциклопедію суспільно-політичного життя, економіки, науки, техніки та культури — 3-томний «Український радянський енциклопедичний словник» (УРЕС). Він вийшов двома виданнями:
- Перше видання українською мовою 1966—1968 років накладом 75 тис. примірників. Загалом містив близько 40 тис. статей, в кожному томі понад 1,5 тис. середтекстових ілюстрацій та карт і близько 200 ілюстрацій на вклейках[2].
- Друге видання українською мовою 1986—1987 років накладом 60 тис. примірників. Загалом містив близько 40 тис. статей, в кожному томі понад 3,7 тис. середтекстових ілюстрацій та карт і близько 700 кольорових ілюстрацій та карт на вклейках. Перевиданий російською мовою у 1988—1989 роках накладом 120 тис. примірників[2].

## Інші видання Головної редакції УРЕ
- Український радянський енциклопедичний словник : [у 3 т.] / гол. ред. М. П. Бажан. — К. : Голов. ред. УРЕ АН УРСР, 1966–1968.
- Радянська енциклопедія історії України : у 4-х т. / відпов. ред. А. Скаба. — 1969–1972.
- Енциклопедія народного господарства Української РСР : у 4-х т. / відпов. ред. С. Ямпольський. — 1969–1972.
- Українська сільськогосподарська енциклопедія : у 3-х т. / відпов. ред. Р. Пересипкін. — 1970–1972.
- Енциклопедія кібернетики : у 2-х т. / відпов. ред. В. Глушков. — 1973. (Рос. вид. — 1974).
- Політичний словник / ред. Г. Шевель і В. Мазур. — 1971.
- Економічний словник / ред. П. Багрій і С. Дорогунцов. — 1973.
- Філософський словник / ред. В. Шинкарук. — 1973.
- Словник художників України / відпов. ред. М. Бажан. — 1973.
- Юридичний словник / ред. Б. Бабій та ін. — 1974.
- Біологічний словник / ред І. Підоплічко та ін. — 1974.
- Шевченківський словник : у 2-х т. / відпов. ред. Є. Кирилюк. — 1976–1977.
- Словарь по кибернетике / ред. В. Глушков. — 1979.(рос.)
- Історія українського мистецтва: у 6-х т. / гол. ред. М. Бажан. — 1966–1973.
- Історія АН УРСР : у 2-х т. / гол. ред. Б. Патон. — 1967.
- История Академии Наук Украинской ССР / гол. ред. Б. Патон. — 1979.(рос.)
- Історія міст і сіл Української РСР : у 26-х т. / гол. ред. П. Тронько. — 1967–1974.
- Словник іншомовних слів / ред. С. Мельничук — 1974.
- У пам'яті народній : історико-архітектурний довідник. — Редакція УРЕ, спільно з Українським Товариством охорони пам'яток історії та культури, 1975.

Після усунення з України Петра Шелеста (1972) помітна тенденція Головної редакції УРЕ перейти частково на російську мову видань. Це відповідало прийнятій у 1970—1980-х роках методології зросійщення видань через двомовність, коли гостро актуальні чи важливі оригінальні українські видання перекладали паралельно російською мовою, з поступовим зменшенням чи навіть ліквідацією українськомовних варіантів.